# René Deliège
René Jean Louis Deliège (Binche, 3 maart 1909 - Bergen, 7 mei 1971) was een Belgisch senator.

## Levensloop
Deliège promoveerde tot doctor in de rechten aan de ULB.
Van 1956 tot 1958 was hij liberaal provinciaal senator voor Henegouwen. In 1965 werd hij rechtstreeks gekozen senator voor het arrondissement Charleroi-Thuin en vervulde dit mandaat tot aan zijn dood.